# Rhizocephala
Super-ordre
Les Rhizocephala sont un super-ordre de crustacés cirripèdes parasites dont les sacculines.
Leur plan d'organisation est très réduit, témoignant d'une grande adaptation à leur mode de vie. Apparentés aux anatifes, ils leur ressemblent seulement sous leur forme larvaire. Adulte, ils ne possèdent aucun appendice, aucune segmentation visible, et tous leurs organes sont ancrés dans l'hôte, excepté les organes sexuels et la partie comprenant le système nerveux central.

## Taxonomie
Le terme de Rhizocephala, composé des radicaux de latin scientifique rhizo- qui désigne les rhizomes et -cephala qui signifie « tête », décrit les femelles adultes dont le corps, formé d'une tête, pénètre celui de l'hôte comme les rhizomes d'une plante pénètrent le sol.

## Liste des ordres
Selon World Register of Marine Species (23 février 2016) :
- Akentrogonida Häfele, 1911 -- 7 familles
- Kentrogonida Delage, 1884 -- 4 familles

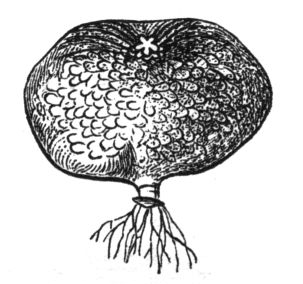
Clistosaccus paguri (Akentrogonida)
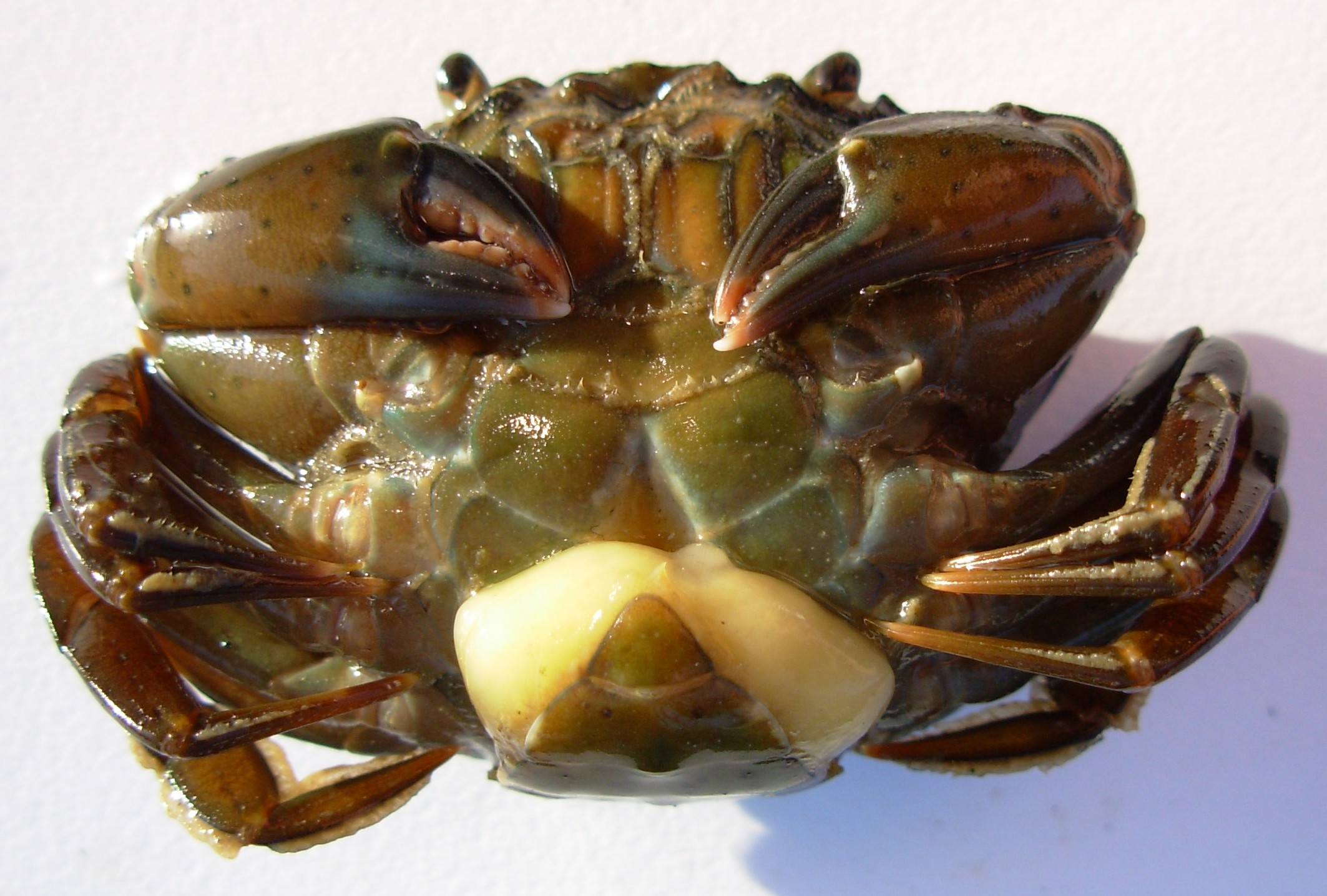
Sacculina carcini (Kentrogonida)